# Enlèvement des lycéennes de Chibok
L’enlèvement des lycéennes de Chibok a lieu en avril 2014, pendant l'insurrection de Boko Haram. Dans la nuit du 14 au 15 avril 2014, 276 lycéennes, la plupart chrétiennes, sont enlevées par des combattants islamistes du Groupe sunnite pour la prédication et le djihad, dit « Boko Haram » lors d'un raid dans la ville de Chibok, dans l'État de Borno, au Nigeria. L'attaque est revendiquée le 5 mai par le chef de Boko Haram, Abubakar Shekau, qui condamne l'« éducation occidentale » et annonce la mise en « esclavage » des jeunes filles. Ces dernières sont mariées de force à des combattants et détenues pendant des années dans la forêt de Sambisa, le sanctuaire des djihadistes.
Sur les 276 lycéennes enlevées, 57 parviennent à s'enfuir peu après le raid, 107 sont libérées en 2016 et 2017 après des négociations entre le gouvernement nigérian et Boko Haram et 112 sont toujours portées disparues en 2018. En date de 2024, une centaine est toujours portées disparues, des sources déclarant qu'une quinzaine seulement sont encore en vie.

## Contexte
Le nom officiel de Boko Haram est « Jamāʿat ʾahl al-sunnah li-l-Daʿwah wa-al-Jihād » qui signifie en arabe « Peuple engagé dans la propagation de l'enseignement du prophète Mahomet et du djihad » ou « Groupe sunnite pour la prédication et le djihad » selon les traductions. Dans sa définition abrégée en haoussa, « Boko Haram » signifie « L'éducation occidentale est interdite ». Boko Haram cible donc particulièrement les lycées et les écoles où est dispensé un enseignement jugé trop occidental par les islamistes.
Les islamistes attaquent à plusieurs reprises des établissements scolaires, tuant professeurs et lycéens. Ainsi, le 6 juillet 2013, à Mamudo, des hommes armés massacrent 41 lycéens et un professeur, le 29 septembre, à Gujba, au moins 44 étudiants sont abattus dans leur dortoir et la nuit du 24 au 25 février 2014, à Buni Yadi, 59 lycéens sont tués dans un autre massacre.
Si les lycéennes sont épargnées lors de ces trois attaques, des enlèvements commencent à être commis par les islamistes : ainsi, le 20 décembre 2013, lors de la bataille de Bama, des femmes et des enfants sont capturés par les hommes de Boko Haram. Le 26 janvier 2014, des femmes sont enlevées lors du massacre de Kawuri,. Le 11 février 2014, lors du deuxième massacre de Konduga, une vingtaine de combattants vont enlever une vingtaine de jeunes filles dans un collège. Selon un professeur, les terroristes leur auraient ordonné d'abandonner leurs études et leur foi, et de se marier,.

## Le raid de Chibok

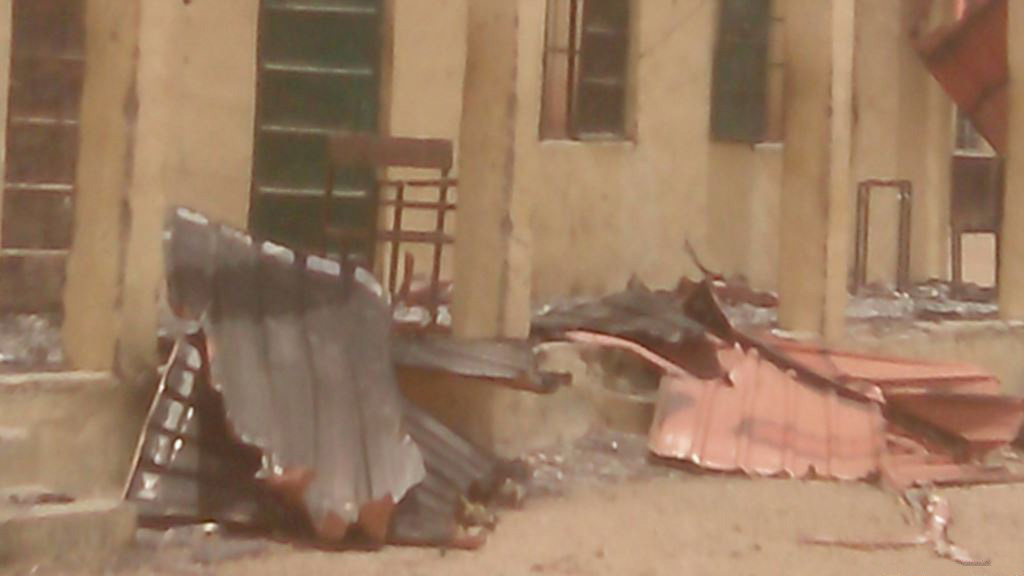
Le lycée de Chibok après l'attaque.

Après le massacre de Buni Yadi, l'État de Borno décide de fermer plus de 85 établissements scolaires pour une durée indéterminée. L'établissement de Chibok est également fermé, néanmoins il accueille dans ses murs les jeunes filles venues passer l'examen de sciences du baccalauréat.
Mais le soir du 14 avril, vers 23 h, des combattants islamistes effectuent un raid sur la ville de Chibok. Selon Amnesty International, l'armée nigériane et le gouverneur de l'État de Borno sont informés quatre heures avant l'attaque qu'un rassemblement de 200 djihadistes avait l'intention de gagner Chibok, mais aucune mesure n'est prise pour empêcher le raid. Seuls 17 militaires et policiers sont présents dans la ville ce jour-là, trop peu nombreux ils sont rapidement mis en fuite par les islamistes après un court combat qui fait un ou deux morts dans leurs rangs,,.
Les islamistes gagnent ensuite le lycée de la ville. Ils incendient l'établissement et enlèvent les élèves en les faisant monter dans des camions,.
Au total, 237 lycéennes âgées de 12 à 17 ans sont capturées, certaines parviennent cependant à s'échapper selon la police nigériane,,,,. Après avoir effectué leur raid, les islamistes se replient ensuite probablement sur leur base, dans la forêt de Sambisa.
Deux élèves de Chibok, Amina Sawok et Thabita Walse, déclarent dans un témoignage au journal Sunday Punch :

« Ils sont entrés dans notre école et nous ont fait croire qu'ils étaient des soldats. Ils portaient des uniformes militaires. Quand nous avons découvert la vérité, il était trop tard et nous ne pouvions plus faire grand-chose. Ils criaient, ils étaient grossiers. C'est pourquoi nous avons compris que c'était des insurgés. Puis, ils se sont mis à tirer et ont mis le feu à notre école. Notre véhicule a eu un problème et ils ont dû s'arrêter. J'en ai profité avec quelques autres filles pour courir et nous cacher sous des buissons. Je vais bien et je suis très solide physiquement. Mon seul problème est que des amies à moi restent aux mains des terroristes. »

## Nombre des disparues
Le nombre des lycéennes enlevées n'est pas connu avec exactitude. Le 17 avril, la directrice du lycée déclare que 129 élèves ont été enlevées et que seulement 14 sont parvenues à s'échapper.
À la fin du mois d'avril, la police nigériane estime que 276 élèves ont été enlevées et que 53 d'entre elles sont parvenues à s'échapper.
De son côté, le président d'une association d'enseignants de Chibok affirme avoir comptabilisé 257 disparues. Enfin l'association des chrétiens du Nigeria publie une liste de 180 noms et précise que 165 de ces jeunes filles sont chrétiennes.

## Première offensive de l'armée nigériane
La nuit du 24 au 25 avril, des affrontements éclatent entre l'armée nigériane et les rebelles islamistes dans les environs de Bulanbuli, entre la ville d'Alagarmo et la forêt de Sambisa. Les militaires prennent l'avantage et selon les autorités nigérianes, les combats font quatre morts et neuf blessés du côté de l'armée contre 40 morts chez les rebelles ainsi que plusieurs prisonniers,.
Après la bataille, des milices d'autodéfense effectuent des patrouilles dans la forêt de Sembisa, mais selon les informations de RFI, les lycéennes ont probablement été conduites par minibus vers une base arrière de Boko Haram, à l'extrême nord du Cameroun.
Le Département d'État des États-Unis estime de son côté que les captives ont probablement été transférées dans des pays voisins. Selon certains informations, elles auraient été vendues pour 12 dollars chacune.
Ces déclarations sont contestées par les gouvernements du Tchad et du Cameroun qui affirment que les lycéennes enlevées ne se trouvent pas sur leurs territoires.

## La revendication de Boko Haram
Le 5 mai, le rapt des lycéennes de Chibok est revendiqué par Abubakar Shekau, le chef de Boko Haram qui déclare : « J'ai enlevé les filles. Je vais les vendre sur le marché, au nom d'Allah. Il y a un marché où ils vendent les êtres humains [...] J'ai dit que l'éducation occidentale devait cesser. Les filles, vous devez quitter (l'école) et vous marier. [...] Une fille de 12 ans, je la donnerais en mariage, même une fille de 9 ans, je le ferais »,.
Le 7 mai, à Warabe, dans l'État de Borno, huit filles âgées de 12 à 15 ans sont kidnappées par des combattants islamistes. Trois autres sont capturées le même jour à Wala, non loin du premier village.

## Réactions

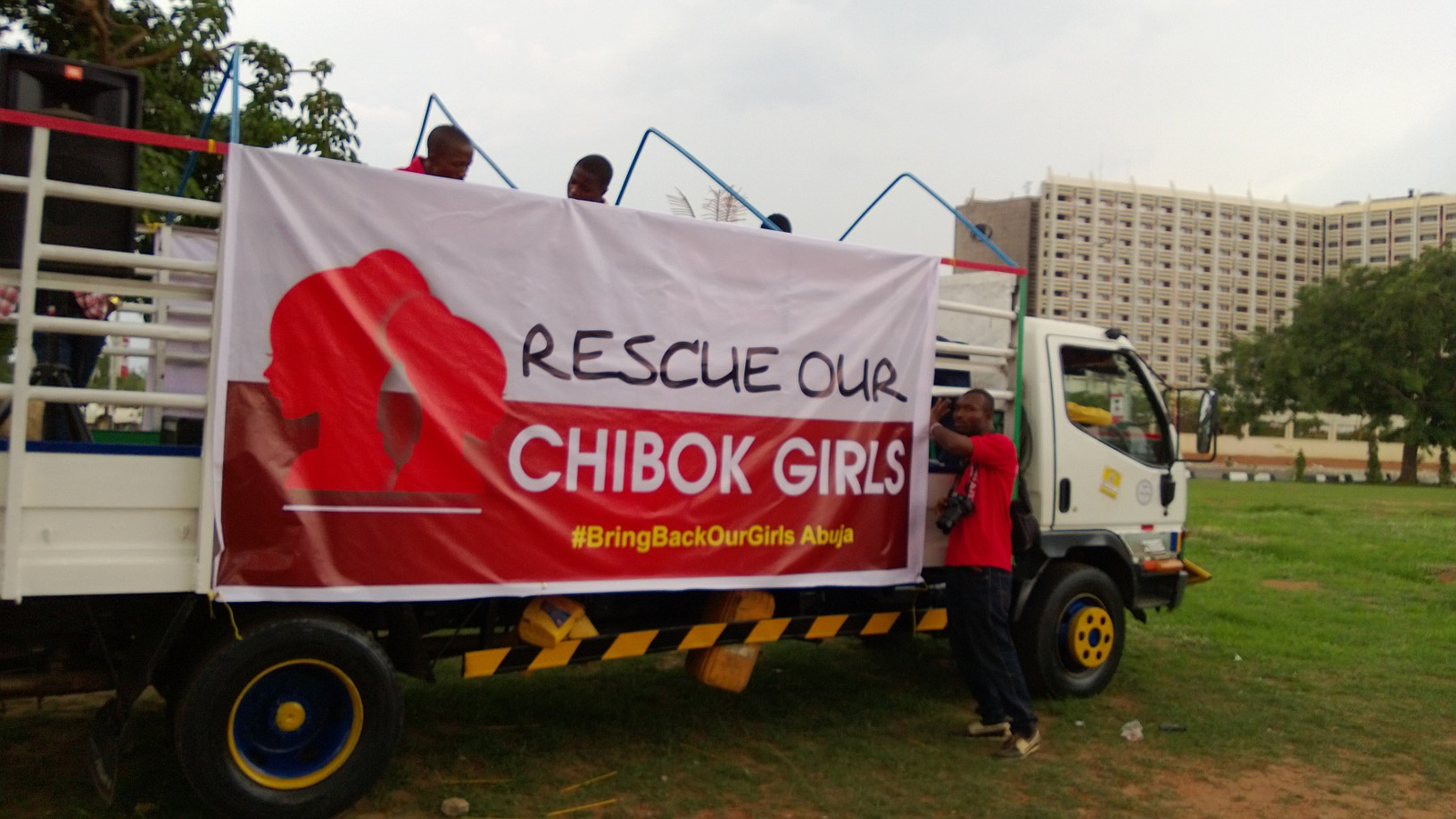
Banderole lors d'une manifestation du mouvement « Bring back our girls ».

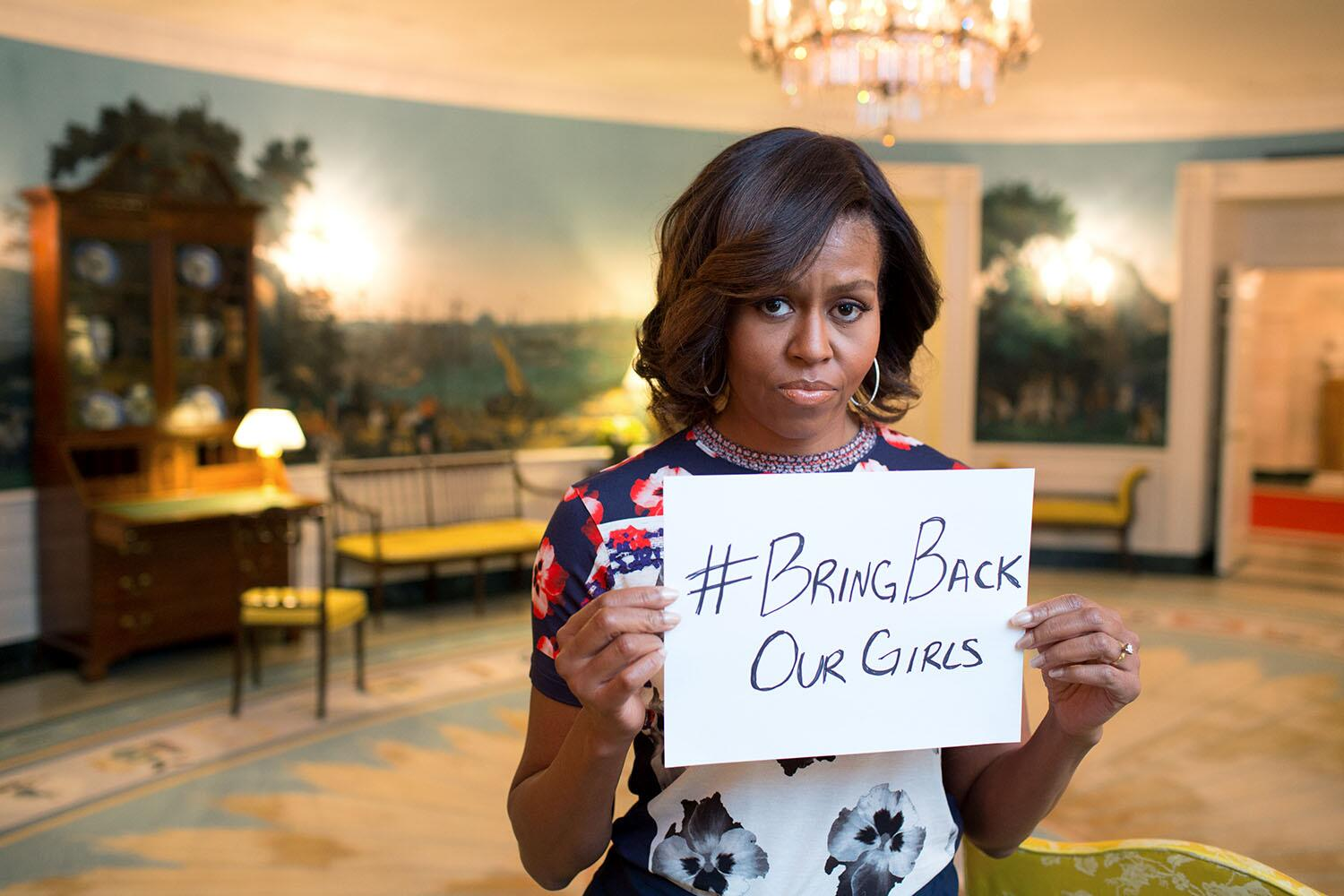
Michelle Obama tenant un message portant le hashtag « #bringbackourgirls ». Photographie postée le 7 mai sur le compte twitter officiel de la Première dame des États-Unis.

Le rapt et sa revendication par Boko Haram provoquent une vague d'indignation au Nigeria. Un groupe baptisé « Bring back our girls » (Ramenez nos filles) organise une série de manifestations dans tout le pays pour réclamer la libération des lycéennes et demander au gouvernement et à l'armée de faire plus d'efforts. Bilkisu Yusuf, journaliste nigériane, est une des membres de ce mouvement.
Le 7 mai au Caire, al-Azhar, l'une des principales universités d'étude de l'islam, appelle Boko Haram à libérer les lycéennes captives.
La vague de réactions s'étend rapidement au Monde entier, notamment par les réseaux sociaux et twitter,. De nombreuses personnalités politiques ou médiatiques viennent apporter leur soutien au mouvement « Bring back our girls », notamment Michelle Obama, Hillary Clinton, Wyclef Jean, Jessica Alba, Christiane Taubira et Malala Yousafzai,.
Cependant des critiques ont également été formulées à l'encontre de cette forte mobilisation internationale. Ainsi, Bertrand Monnet, directeur de la chaire Management des risques criminels de l'EDHEC, estime qu'elle est contre-productive : « Boko Haram n'avait sans doute pas rêvé une telle promotion. […] Plus on communique sur un enlèvement, plus on donne de la valeur aux captifs et plus on les met en danger. […] L'emballement international va encourager la nébuleuse nigériane, mais également d'autres groupes terroristes de la région à multiplier ce type d'actions ». Bertrand Monnet estime également qu'il est « extrêmement choquant », que peu de réactions aient suivi le massacre de Gamboru Ngala, commis trois semaines après le raid de Chibok et où environ 300 habitants avaient été massacrés ; « Pourquoi ce débordement émotionnel sur les jeunes filles et rien sur les villageois de l’État de Borno ? ».
De même Mathieu Guidère, professeur d'islamologie à l'Université Toulouse-Jean-Jaurès, estime que cette forte mobilisation pourrait avoir son revers de la médaille : 

« Sur le plan international, la mobilisation médiatique a été très certainement efficace, elle a obligé le gouvernement nigérien à se mobiliser sur la question, alors qu'il se taisait depuis près de trois semaines ! Néanmoins, sur le plan local au Nigéria, cette indignation planétaire peut être contre-productive : elle donne une notoriété immense au leader Aboubakar Shekau qui devient l'icône de la lutte contre l'Occident, et qui arrivera sans doute à recruter davantage sur place. »

## Aide internationale au gouvernement nigérian
Après la revendication de Boko Haram, plusieurs pays proposent leur aide au gouvernement nigérian qui avait demandé l'aide de la communauté internationale. Le 7 mai, les États-Unis déclarent qu'une «équipe interdisciplinaire», incluant des militaires, va être envoyée au Nigeria. Cette équipe compte 26 experts civils et militaires, membres du département d'Etat, du département de la Défense, du Pentagone et du FBI,,.
La France annonce également l'envoi d'une « équipe spécialisée » mise « à la disposition du Nigeria pour aider à la recherche et à la récupération de ces jeunes filles ». Il s'agit d'une équipe d'experts en renseignement « humain et technique » et en analyse d'images afin de travailler sur les vidéos diffusées par Boko Haram,,. La France pourrait également engager ses avions Rafale et Mirage basés à N'Djamena.
Le Royaume-Uni approuve également l'envoi d'une équipe de conseillers gouvernementaux. Israël dépêche de son côté deux experts du contre-terrorisme, et la Chine propose de partager des informations recueillies par ses satellites,,.
Le 9 mai, le Conseil de sécurité de l'ONU condamne le rapt de Chibok commis par Boko Haram, ainsi que le massacre de Gamboru Ngala et déclare que ces exactions « peuvent constituer des crimes contre l'humanité ».

## Deuxième revendication
Le 12 mai, Abubakar Shekau diffuse une nouvelle vidéo où sont montrées, vêtues de hijab, au moins une centaine de lycéennes enlevées. Shekau déclare que certaines élèves ont été converties à l'Islam et propose aux autorités nigérianes de libérer celles qui ne se sont pas converties en échange de combattants islamistes capturés par les forces gouvernementales. Cette offre est officiellement rejetée le jour même par le gouvernement nigérian, qui se dit cependant prêt à dialoguer.

## Suites
Le 13 mai, le département d'État américain confirme que des avions de surveillance ont commencé à sillonner le nord-est du Nigeria.
Cependant, les actions du gouvernement nigérian sont critiquées. Le 16 mai, le sénateur démocrate Robert Menendez, président de la commission des Affaires étrangères du Sénat, dénonce « une lenteur tragique et inacceptable » du gouvernement nigérian. De son côté, Claire Friend, directrice Afrique au ministère américain de la Défense, estime que l'armée nigériane est « incompétente » et que les soldats de certaines divisions montrent « des signes de peur réelle », pour elle l'armée doit « changer de tactique ».
Le 21 mai, le président Barack Obama annonce que 80 soldats américains ont été déployés au Tchad afin de soutenir « les opérations de renseignement, de surveillance et de vols de reconnaissance pour des missions au-dessus du nord du Nigeria et des régions voisines ».
Les 24 et 25 mai, des pourparlers ont lieu entre Olusegun Obasanjo, ancien président du Nigeria, et des émissaires de Boko Haram. Les discussions portant sur la libération des otages de Chibok ont lieu à la ferme d'Olusegun Obasanjo dans l'État d'Ogun.
Le 28 mai, Musa Inuwa, commissaire à l'éducation de l'État de Borno, annonce que quatre lycéennes enlevées par Boko Haram sont parvenues à s'échapper.
En juin, le gouvernement nigérian affirme, mais sans donner plus de précisions, que 57 jeunes filles ont été rendues à leurs familles.
Le 14 juillet, Malala Yousafzai se rend au Nigeria afin d'apporter son soutien au mouvement Bring Back Our Girls.
Le 17 octobre, le gouvernement du Nigeria annonce un accord de cessez-le-feu avec Boko Haram et la libération prochaine des 216 lycéennes encore aux mains des djihadistes. Mais Boko Haram répond dans une vidéo rendue publique le 31 octobre, Abubakar Shekau nie tout accord de cessez-le-feu et affirme que les captives ont été converties et mariées.
Le 17 juillet 2015, quelques semaines après l'élection de Muhammadu Buhari, des pourparlers s'ouvrent entre le gouvernement nigérian et Boko Haram. Les djihadistes exigent en échange des lycéennes la libération de plusieurs des leurs, retenus prisonniers. Un mois plus tard, l'opération d'échange est annulée pour des raisons inconnues. Deux autres sessions de négociations ont été organisées, fin 2015 puis début 2016, mais elles échouent à leur tour

## Premières libérations
Le 17 mai 2016, pour la première fois depuis l'enlèvement deux ans plus tôt, une des lycéennes de Chibok est retrouvée par l'armée nigériane, à Baale, dans la forêt de Sambisa, près de la ville de Damboa. Selon un responsable du mouvement « BringBackOurGirls », elle aurait déclaré que plusieurs autres filles de Chibok se trouvent dans la forêt et que six d'entre elles seraient mortes,,.
En août 2016, l'État islamique en Afrique de l'Ouest se divise en deux factions ; celle menée par Abubakar Shekau et celle, reconnue par l'État islamique, dirigée par Abou Mosab al-Barnaoui. Le 14 août 2016, la faction de Shekau, qui a repris le nom de « Groupe sunnite pour la prédication et le djihad » diffuse une vidéo où apparaissent des lycéennes des Chibok. Un homme de Boko Haram déclare qu'« une quarantaine de ces filles ont été mariées conformément à la volonté d'Allah » mais affirme également que « d'autres ont été tuées dans des bombardements aériens ».
Le 13 octobre 2016, 21 jeunes filles sont libérées à Kumshe, à 15 kilomètres de Banki, elles auraient été échangées contre quatre prisonniers djihadistes. Selon Garba Shehu, porte-parole de la présidence, cette libération a été facilitée par le Comité international de la Croix-Rouge et le gouvernement suisse,.
Après de longues négociations, 82 jeunes filles sont libérées le 6 mai 2017 près de Banki,. À cette date, il reste donc environ 113 jeunes filles manquant à l'appel. Selon un avocat ayant participé aux négociations, certaines captives ont cependant refusé d'être libérées,. D'autres ont développé des relations complexes avec leurs ravisseurs. Amina Ali, la première lycéenne libérée, affirme ainsi en mai 2016 que son mari, membre de Boko Haram, lui manque. Elizabeth Pearson, chercheuse pour le Royal United Services Institute, déclare que : « selon les témoignages que nous avons recueillis, les combattants de Boko Haram ne sont pas tous violents avec les femmes du camp. Des unions sincères peuvent voir le jour, surtout lorsqu'il y a des enfants impliqués. [...] C'est beaucoup plus complexe que la narration de 'victime-kidnapping-sauvetage' que l'on peut entendre parfois ». De nombreuses lycéennes auraient également trouvé la mort pendant leur détention, notamment lors de combats ou de frappes aériennes de l'armée nigériane. En avril 2018, Ahmad Salkida, un journaliste nigérian ayant participé à des négociations avec Boko Haram, déclare que seulement 15 des 112 jeunes filles encore portées disparues sont encore en vie.

## L'événement dans la culture
- Girl (2019), roman d'Edna O'Brien

"Nos corps, leurs armes de guerre" Livre témoignage.